# Analista judiciário
Analista judiciário, no Brasil, é um servidor público do quadro de pessoal efetivo de tribunais. Suas atribuições envolvem atividades de planejamento, organização, coordenação, supervisão técnica, assessoramento, estudo, pesquisa, elaboração de laudos, pareceres ou informações e execução de tarefas de elevado grau de complexidade.

## Requisitos e atribuições
Para o ingresso na carreira de analista judiciário, além de aprovação em concurso público, exige-se curso de ensino superior (bacharelado ou licenciatura plena) correlacionado com a especialidade, se for o caso.
A área judiciária, que compreende os serviços realizados privativamente por bacharéis em direito, tem em suas atribuições processamento de feitos, execução de mandados, análise e pesquisa de legislação, doutrina e jurisprudência nos vários ramos do direito, bem como elaboração de pareceres jurídicos. Os ocupantes dessa área cujas funções estejam relacionadas com a execução de mandados e atos processuais de natureza externa enquadram-se na especialidade de oficial de justiça avaliador.